# Jemima Montag
Jemima Montag (ur. 15 lutego 1998 w Melbourne) – australijska lekkoatletka specjalizująca się w chodzie sportowym, olimpijka.
Jest Żydówką. Jej babcia, Judyta Joachimsmann, pochodziła z Wieliczki i podczas II wojny światowej była więźniarką obozu Auschwitz-Birkenau.
Ukończyła studia z zakresu fizjologii na Uniwersytecie w Melbourne.

## Kariera sportowa
Na arenie międzynarodowej odniosła następujące sukcesy:
| Rok  | Miejsce    | Zawody                                           | Konkurencja                 | Pozycja       | Wynik    |
| ---- | ---------- | ------------------------------------------------ | --------------------------- | ------------- | -------- |
| 2018 | Gold Coast | igrzyska Wspólnoty Narodów                       | chód na 20 km               | złoty medal   | 1:32:50  |
| 2019 | Neapol     | letnia uniwersjada                               | chód na 20 km               | srebrny medal | 1:33:57  |
| 2019 | Doha       | mistrzostwa świata                               | chód na 20 km               | 10. miejsce   | 1:36:54  |
| 2021 | Tokio      | letnie igrzyska olimpijskie                      | chód na 20 km               | 6. miejsce    | 1:30:39  |
| 2022 | Eugene     | mistrzostwa świata                               | chód na 20 km               | 4. miejsce    | 1:28:17  |
| 2022 | Birmingham | igrzyska Wspólnoty Narodów                       | chód na 10 000 m            | złoty medal   | 42:34,30 |
| 2023 | Budapeszt  | mistrzostwa świata                               | chód na 20 km               | srebrny medal | 1:27:16  |
| 2024 | Antalya    | drużynowe mistrzostwa świata w chodzie sportowym | sztafeta mieszana w chodzie | 6. miejsce    | 3:00:13  |
| 2024 | Paryż      | letnie igrzyska olimpijskie                      | chód na 20 km               | brązowy medal | 1:26:25  |
| 2024 | Paryż      | letnie igrzyska olimpijskie                      | sztafeta mieszana w chodzie | brązowy medal | 2:51:38  |

Złota medalistka mistrzostw Australii w chodzie na 20 kilometrów (2022).

## Rekordy życiowe w chodzie sportowym
- chód na 5000 m – 20:17,35 (26 lutego 2022, Melbourne)
- chód na 10 000 m – 42:34,3 (6 sierpnia 2022, Birmingham)
- chód na 10 km – 43:25 (23 maja 2021, Melbourne)
- chód na 20 km – 1:26:25 (1 sierpnia 2024, Paryż) – rekord Australii i Oceanii